# Inna Lwowna Lisnjanskaja

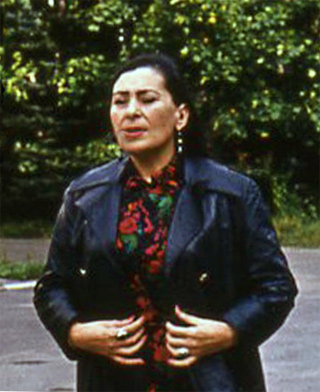
Inna Lwowna Lisnjanskaja

Inna Lwowna Lisnjanskaja (russisch Инна Львовна Лиснянская; * 24. Juni 1928 in Baku; † 12. März 2014 in Haifa) war eine sowjetische bzw. russische Dichterin und Übersetzerin.

## Leben
Lisnjanskajas Vater Lew Markowitsch Lisnjanski  jüdischer Herkunft (1903–1948) war Sanitätsoffizier. Ihre armenische Mutter Raissa Sumbatowna Adamowa arbeitete als Ingenieurin. Nach der Scheidung der Eltern ging die Mutter nach Moskau, während die Tochter beim Vater in Baku blieb und während des deutschen Angriffskriegs als Pflegehelferin im Lazarett arbeitete.
Nach dem Schulabschluss schickten Freunde Lisnjanskajas Gedichte an das Moskauer Maxim-Gorki-Literaturinstitut. Sie bestand glänzend den Kreativwettbewerb, aber weigerte sich trotz des Zuredens Nikolai Tichonows, die Aufnahmeprüfung für das Studium am Gorki-Institut abzulegen. Ab 1950 studierte sie an der Universität Baku, bis sie 1951 nach der Heirat des Dichters Grigori Korin (Godel Schabejewitsch Korenberg, 1926–2010) die Tochter Jelena bekam.
Lisnjanskajas Gedichte und ihre Übersetzungen aus der aserbaidschanischen Poesie waren ab 1948 veröffentlicht worden. Ihr erster Gedicht-Band erschien 1957 in Baku. Sie zog 1960 nach Moskau und absolvierte die Höheren Literatur-Kurse des Schriftstellerverbands der UdSSR. Sie lernte Semjon Lipkin durch seine Gedicht-Lesungen 1967 kennen und wurde Anfang der 1970er Jahre in 2. Ehe dessen 2. Frau.
Unter Lisnjanskajas Beiligung erschien 1979 der unzensierte Literaturalmanach Metropol. Zusammen mit Semjon Lipkin und Wassili Aksjonow verließ sie den Schriftstellerverband der UdSSR aus Protest gegen den Ausschluss Wiktor Jerofejews und Jewgeni Popows 1979. Darauf wurden Lisnjanskajas Werke sieben Jahre lang nur im Ausland veröffentlicht.
Im dritten Jahr des Ersten Tschetschenienkriegs gehörte Lisnjanskaja zu den Kulturschaffenden und Wissenschaftlern, die ein Ende des Krieges und den Beginn von Verhandlungen forderten. Sie war Gründungsmitglied des russischen PEN-Zentrums.
Lisnjanskaja lebte zuletzt in Haifa und starb dort am 12. März 2014. Sie wurde in Moskau auf dem Peredelkino-Friedhof neben ihrem Mann Semjon Lipkin bestattet.

## Ehrungen, Preise
- Preis der Zeitschrift Strelez (Schütze) (1994)[1]
- Preis der Zeitschrift Arion (1995)[1]
- Preis der Zeitschrift Druschba Narodow (Völkerfreundschaft) (1996)[1]
- Staatspreis der Russischen Föderation (1998)[3]
- Alexander-Solschenizyn-Preis (1999)[1]
- Preis der Zeitschrift Snamja (Banner) (2000)[1]
- Poet-Preis (2009)[1]
- Preis der Zeitschrift Deti Ra (Kinder des Ra) (2015 postum)